# Guido I Rangoni
Guido I Rangoni (forse Modena, ... – Spilamberto, 7 ottobre 1467) è stato un condottiero italiano del Rinascimento.

## Biografia
Detto "il Vecchio", era figlio del capitano di ventura Jacopino Rangoni (?-1413) e di Fina Buzzacarini (nipote di Fina Buzzacarini) di Padova, Guido proseguì la tradizione familiare divenendo a sua volta un capitano di ventura. 
I primi dati certi su di lui risalgono al 1431, quando, con il congiunto Aldobrandino Rangoni, è al comando di 200 cavalli per conto dei bolognesi. Nell'ottobre del 1434, Guido passa al servizio della Repubblica di Venezia, su segnalazione del grande condottiero Gattamelata, al comando di 40 lance. Negli anni successivi, Rangoni combatte per la Serenissima contro i Visconti di Milano. Nell'aprile del 1437 affianca Gian Francesco Gonzaga sull'Adda, nella tentata invasione del Milanese. Nel 1438 affianca il Gattamelata a Brescia (luglio), lo segue nel ritiro verso Verona affrontando le truppe del principe-vescovo di Trento (settembre) e si ritira a Padova con i familiari (ottobre). Nel 1441 è al comando di 700 cavalli. Nel 1443 viene inviato dai veneziani in soccorso di Annibale I Bentivoglio, signore di Bologna, con 1000 cavalli e 200 fanti, salvo poi essere dirottato su Parma per difenderla dalle armi di Papa Eugenio IV (settembre) e congiungersi con le forze di Francesco Sforza (novembre). Quando il Bentivoglio viene ucciso, Venezia riassegna Rangoni in Lombardia, ove si mette agli ordini di Michele Attendolo: nel settembre del 1446 partecipa alla Battaglia di Casalmaggiore contro Francesco Piccinino e nell'estate del 1448 è a Caravaggio, ove viene catturato durante la Battaglia di Caravaggio. Tornato libero, nel 1449 intercede presso la Serenissima per la Repubblica Ambrosiana, decisa a sbarazzarsi dell'ingombrante Sforza, ed affianca Sigismondo Pandolfo Malatesta in dicembre quando tenta inutilmente di salvare Milano dagli sforzeschi. Nel 1452 Rangoni è in Lombardia per affrontare lo Sforza ormai duca di Milano ma viene sconfitto a Ghedi nell'agosto del 1453 e ripiega su Verona.
Con la fine del conflitto tra Milano e Venezia (Pace di Lodi del 9 aprile 1454), Guido I Rangoni riscosse presso Venezia il frutto dei suoi servigi. La Serenissima lo investì dei feudi di San Cassano e Cordignano nel Friuli mentre Borso d'Este gli riconobbe la formale signoria sulle terre modenesi da lui già controllate (Castelcrescente, Spilamberto, Castelvetro di Modena, Levizzano Rangone e Campiglio). Nel febbraio del 1455 fu lo stesso Sforza a prendere contatto con Rangoni per assoldarlo contro Jacopo Piccinino, diretto a Bologna. Diversi anni (1463) dopo fu nuovamente Venezia a richiedere i servigi di Guido per una spedizione contro i turchi ottomani.
Guido I Rangoni morì a Spilamberto nell'ottobre del 1467. Venne sepolto a Modena nella Chiesa di San Francesco.

## Discendenza
Guido sposò Giovanna Boiardo di Rubiera, figlia di Feltrino ed ebbero per figli:
- Niccolò (1455-1500), condottiero;
- Domitilla, sposò il poeta Tito Vespasiano Strozzi di Ferrara;
- Emilia, sposò il conte Antonio Maruzzi;
- Beatrice, sposò Nicolo' Contrari conte di Vignola.

Guido ebbe un figlio naturale, Gabriele, futuro cardinale.